# Temie Giwa
Temie Giwa-Tubosun (nascida Oluwaloni Olamide Giwa, dezembro de 1985) é uma gerente de saúde nigeriana-americana, fundadora do LifeBank (anteriormente One Percent Project), uma empresa na Nigéria que trabalha para melhorar o acesso a transfusões de sangue no país.

## História de vida
Temie nasceu em Ila Orangun, no estado de Osun, na Nigéria, filha de um professor universitário e uma professora de escola. Ela é a quarta de seis filhos. Seu nome "Temie" veio da abreviação de "Temitope", um de seus nomes de nascimento.
Ela cresceu em Ila, Ilesha e em Ibadan até os quinze anos. Quando ela tinha dez anos, seus pais ganharam o US Diversity Immigrant Visa e partiram para os Estados Unidos com os três irmãos mais velhos. Em 2001, aos quinze anos, ela saiu para se juntar a eles com seus dois irmãos mais novos.
Temie estudou na Osseo Senior High School, em Minnesota, e se formou em 2003. Ela então frequentou a Minnesota State University Moorhead e se formou em 2007. Em 2008, ela fez pós-graduação no Middlebury Institute of International Studies em Monterey, onde se formou em julho de 2010.
Em 2009, após seu primeiro ano na pós-graduação, ela retornou à Nigéria pela primeira vez desde 2001 para estagiar no Departamento de Desenvolvimento Internacional da Paths2, na cidade de Abuja, capital da Nigéria. O estágio durou três meses, durante os quais ela conheceu uma mãe pobre chamada Aisha, cujo parto prolongado convenceu Temie Giwa-Tubosun do problema da mortalidade materna entre os nigerianos.
Em janeiro de 2010, ela foi para uma bolsa de pós-graduação na Organização Mundial da Saúde em Genebra, na Suíça, que durou até julho daquele ano, quando ela se formou no Middlebury Institute of International Studies em Monterey.
Ela trabalhou brevemente na Fairview Health Services, em Minnesota, nos Estados Unidos, em 2010.
Em agosto de 2011, ela começou uma bolsa com o Global Health Corps e passou o ano seguinte em Mbarara, na Uganda, trabalhando com o Millennium Villages Project, um projeto do Programa de Desenvolvimento das Nações Unidas e da Promessa do Milênio.

## Retorno à Nigéria
Em agosto de 2012, Temie Giwa-Tubosun voltou para a Nigéria. Em setembro daquele ano, ela se casou na Universidade de Ibadã. De fevereiro de 2012 a outubro de 2013, sob o pseudônimo de "Temie Giwa", ela escreveu uma coluna semanal na YNaija, uma revista nigeriana voltada para a juventude na web sobre os muitos problemas enfrentados pelo país. A coluna foi intitulada O que funciona.
De janeiro de 2013 a janeiro de 2014, Temie Giwa-Tubosun trabalhou com o Escritório Estadual de Gestão de Instalações de Lagos, na Nigéria, cujo trabalho incluiu a melhoria de escolas, monumentos, hospitais e outras instalações administradas pelo Estado.
De junho de 2014 a outubro de 2015, Giwa foi gerente de programa da Nollywood Workshops, uma ONG criada pela Hollywood, Health & Society e descrita como "um centro para cineastas em Lagos, Nigéria, que apóia e oferece produção e distribuição de filmes, treinamento, e pesquisa". Em seu papel como Gerente de Programa em agosto de 2014, durante o surto do Ebola na Nigéria, Temie Giwa-Tubosun ajudou a supervisionar a produção de Anúncios de Serviço Público criados pela organização em colaboração com os cineastas de Nollywood, para melhor esclarecer os nigerianos sobre maneiras saudáveis de evitar serem vítimas do Ebola.

## Projeto um por cento
Em 21 de maio de 2012, Temie fundou uma organização não governamental chamada "One Percent Blood Donation Enlightenment Foundation" ou One Percent Project com o objetivo de acabar com a escassez de sangue, educando as pessoas sobre a importância da doação de sangue para quem precisa de sangue, para superar medos, preconceitos, mitos e apatia das pessoas sobre doação de sangue e aumentar uma rede eficiente de distribuição de sangue em bancos de sangue na Nigéria. O conselho de administração fundador foi Oluwaloni Olamide Giwa, Iyinoluwa Aboyeji, Mustapha Maruf Damilola, Oluwaseun Odewale, Akintunde Oyebode, Mary Oyefuga, Hezekiah Olayinka Shobiye e Kolawole Olatubosun.

## LifeBank
Em janeiro de 2016, Temie fundou o LifeBank, uma organização empresarial criada para enfrentar o problema da escassez de sangue na Nigéria. LifeBank é uma empresa de distribuição médica que usa dados e tecnologia para descobrir e entregar produtos médicos essenciais para hospitais na Nigéria. A fundação foi inspirada pelo nascimento de seu primeiro filho e pelas complicações dessa experiência. A empresa de tecnologia e logística está sediada em Lagos e incubada no Co-Creation Hub em Yaba. Em janeiro de 2017, a empresa ajudou a entregar mais de 2.000 litros de sangue para pacientes em todo o estado.
Em 31 de agosto de 2016, ela se encontrou com Mark Zuckerberg durante sua primeira visita à Nigéria. Ela foi uma das duas mulheres mencionadas por Zuckerberg em sua reunião na prefeitura no dia seguinte. Sobre seu trabalho, Zuckerberg disse:
| “                 | Se todos tivessem a oportunidade de construir algo assim, o mundo seria um lugar melhor... Já estive em muitas cidades diferentes... pessoas ao redor do mundo estão tentando construir coisas assim. Se ela realmente conseguir, ela mostrará um modelo que impactará não apenas Lagos, não apenas a Nigéria, mas países em todo o mundo. | ” |
| — Mark Zuckerberg | |   |

Na reunião, Temie disse à Quartz: “A visita de Mark é a validação de anos de trabalho e tudo o que estamos tentando fazer”.
Nos últimos quatro anos, a empresa distribuiu cerca de 26.000 produtos para mais de 10.000 pacientes em cerca de 700 hospitais na Nigéria. O esforço da Sra. Giwa-Tubosun é agora celebrado em casa e no exterior como um epítome do empreendedorismo social – usando negócios para resolver um grande problema da sociedade.

## Homenagens e convites

### BBC100
Em 2014, Temie Giwa-Tubosun foi listada como uma das 100 mulheres mais inspiradoras do mundo pela BBC. Ela foi a terceira nigeriana na lista, junto com a emissora veterana Funmi Iyanda e Obiageli Ezekwesili, ex-ministra da educação da Nigéria. Ela também era a mais jovem da lista. Ela foi descrita na seleção como alguém "para se notar agora [e] no futuro", fazendo a diferença em todo o mundo pela BBC.

### TEDxEuston
Em 2016, Temie Giwa-Tubosun foi convidada para dar uma palestra no evento TEDxEuston Salon, com sede em Londres, na Inglaterra. Sua palestra foi intitulada "Saúde é um direito".

### YNaija 100
Em março de 2017, Temie Giwa-Tubosun foi nomeada uma das 100 mulheres mais inspiradoras da Nigéria.

### Inovadores do Fórum Econômico Mundial
Em maio de 2017, ela foi selecionada como parte de "seis empresárias que demonstram o papel positivo que as mulheres estão desempenhando na criação de oportunidades e na preparação da região para a Quarta Revolução Industrial," pelo Fórum Econômico Mundial na África.

### Lista de Inovadores Africanos de Quartzo
Em 5 de maio de 2017, Temie Giwa-Tubosun foi incluída na lista anual de inovadores africanos de quartzo de "mais de 30 africanos" que estão "assumindo a liderança e o controle em uma ampla gama de campos, incluindo finanças, saúde, educação, agricultura, design e muitos outros campos."

### Prêmio África Netpreneur de Jack Ma
Em 16 de novembro de 2019, Temie Giwa-Tubosun foi nomeada a vencedora do Prêmio Netpreneur da África de Jack Ma, empresário chinês, realizado na cidade de Acra, em Gana. A vitória do LifeBank valeu $ 250.000. O Prêmio recebeu inscrições de mais de 10.000 startups de 50 dos 54 países da África.

### Prêmio Cidadão Global
Em dezembro de 2020, Temie Giwa-Tubosun recebeu o Prêmio Cidadão Global para Líder Empresarial, por seu trabalho em lidar com a escassez de sangue na Nigéria e o trabalho do LifeBank durante a pandemia de COVID-19.

## Vida pessoal
Temie Giwa-Tubosun mora na cidade de Lagos, na Nigéria, com o marido, Kola Tubosun, escritor e linguista, e o filho deles, Eniafe.